# Historia de Gentibus Septentrionalibus
La Historia de gentibus septentrionalibus fue una obra monumental escrita por Olaus Magnus, arzobispo de Upsala, sobre los estados nórdicos, escrita en latín e impresa en Roma en 1555. 

## Descripción
Es un trabajo que por mucho tiempo fue la referencia obligada en Europa sobre temas de Suecia, ya que proporciona información sobre costumbres, guerras, paisajes e historia natural. Su popularidad se vio reforzada por los numerosos esquemas y grabados sobre madera de personas y sus costumbres, lo que llamaba la atención en el resto de Europa. 
Fue traducida al italiano en 1565, al alemán en 1567, al inglés en 1658 y al holandés en 1665. Versiones actualizadas de la obra fueron publicadas en Amberes (1558 y 1562), París (1561), Basilea (1567), Ámsterdam (1586), Frankfurt (1618) y Leiden (1652). Aún hoy es un repertorio valioso de información curiosa sobre costumbres y folclore escandinavo.

## Galería de imágenes
Ejemplos de pequeños esquemas.

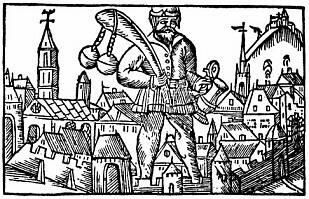
Paisaje de la ciudad de Skänninge
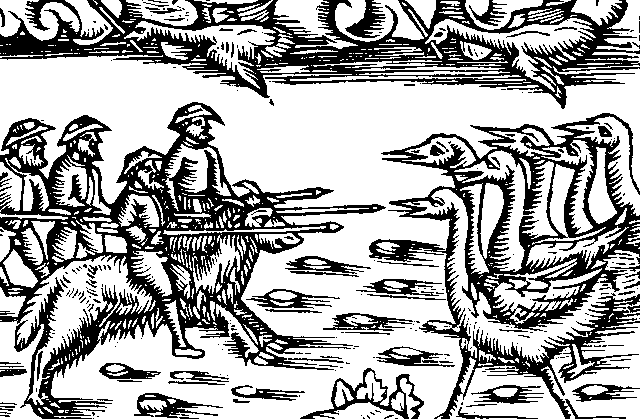
Enanos nórdicos peleando contra las grullas
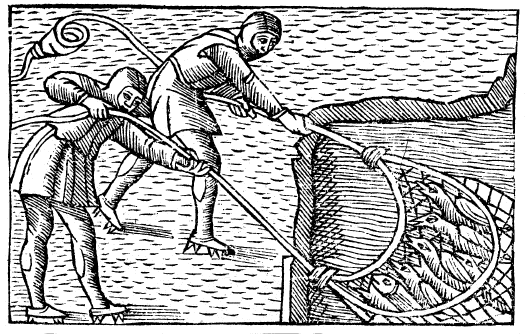
Gente pescando en el hielo en invierno. Una red era colocada debajo del hielo e izada a través de un hueco en él. Notar la atención al detalle: los pescadores poseen botas con púas para mantener su equilibrio sobre el hielo.
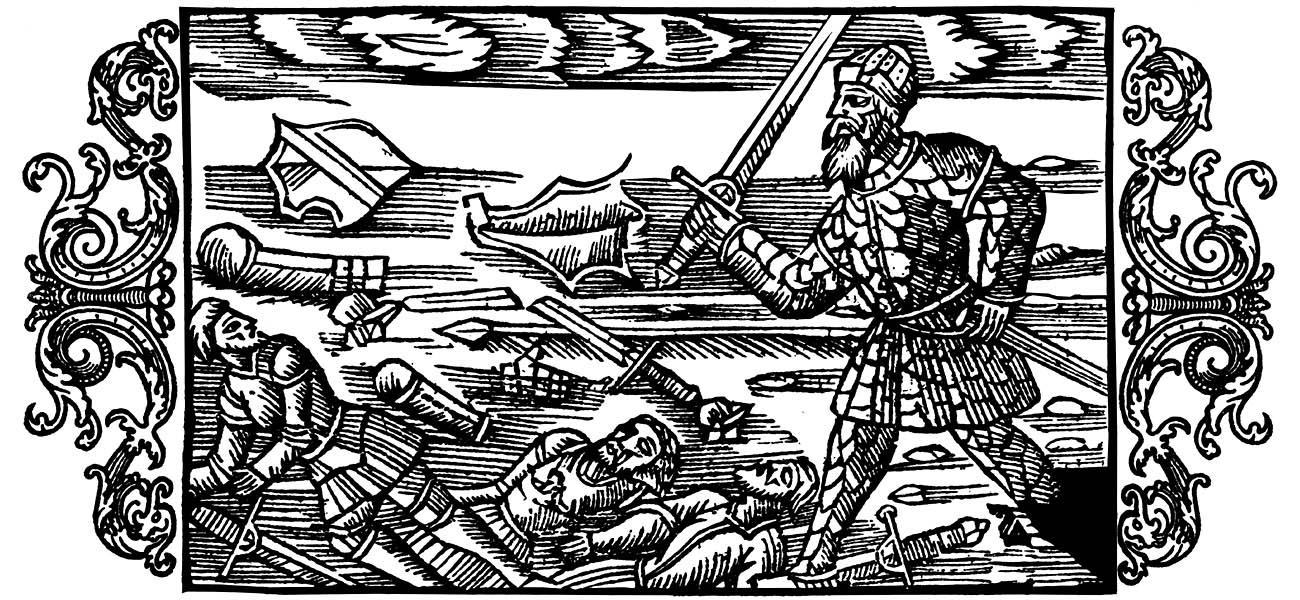
El legendario Starkad en el campo de batalla